# Sakłak (dopływ Wiercicy)
Sakłak – mała rzeka przepływająca na terenie gminy Kramsk.
Sakłak jest rzeką łączącą Kanał Grójecki z rzeką Wiecicą. Swój bieg rozpoczyna z tego kanału w okolicach Izabelina, a kończy we wsi Pogorzałki. Przepływa niedaleko miejscowości: Grabowe i Sakłak.
Sakłak dawniej łączył Wiercicę z jeziorem, w którym było jego źródło i które znajdowało się w okolicy Izabelina, gdzie dziś przepływa Kanał Grójecki.
Razem z Jaźwińcem jest jednym z głównych dopływów Wiercicy.